# Владимир Херцог
Владимир Херцог (27. јун 1937 — 25. октобар 1975) био је бразилски новинар, професор на Универзититету у Бразилу, југословенског порекла. Херцог је био члан бразилске комунистичке партије и био је активан у покрету отпора против бразилске диктатуре. У октобру 1975. године, Херцог је мучин је и касније убијен, диктатор Бразила Ернесто Гејзел је објавио вест да је извршио самоубиство.

## Биографија

### Живот у Југославији
Херцог је рођен у Осијеку, 27. јуна 1937. године, мајка и отац су били јевреји који су емигрирали у Бразил почетком 1940-их, да би избегли прогон усташког режима.

### Едукација и каријера
Херцог је дипломирао филозофију на Универзитету у Сао Паулу 1959. Након дипломирања, радио је као новинар у главним медијима у Бразилу. У том периоду је одлучио да користи „Владимир“ уместо „Владо“ као своје име, јер је сматрао да његово право име звучи крајње егзотично у Бразилу. После државног удара 1965. године, Херцог се заједно са својом супругом Кларисом Рибеиро Чавес преселио у Уједињено Краљевство, где је три године радио у Лондону за Би-Би-Си.
Повратком у Бразил 1968. године је постао професор новинарства на факултету комуникација и уметности. Херцог је постао активан у покрету грађанског отпора против војне диктатуре у Бразилу, као члан бразилске комунистичке партије. Као директор вести на ТВ станици, Херцог се залагао за одговорност новинара према друштву и извештавао о првој деценији бразилске војне диктатуре. Војни обавештајни шпијуни који раде у ТВ станици известили су своје руководиоце да је Херцог „проблем за војни режим“.

### Смрт
Дана 24. октобра 1975. – Херцог је отишао у седиште тајне плиције Бразила, међутим, овај састанак је заправо био испитивање Херцога, при чему је он био заточен и мучен. Дана 25. октобра, Херцогово тело пронађено је обешено у његовој затворској ћелији. У његовој умрлици је писало „самоубиство вешањем“. Према опозицији, службеници тајне полиције Бразила су његово тело поставили у положај у којем је пронађено како би обавестили штампу да је извршио самоубиство.